# フォード財団
フォード財団（フォードざいだん、英語: Ford Foundation）とは、米国のフォード・モーターのエドセル・フォードとヘンリー・フォードが1936年に設立した財団で、資産規模は全米第2位の121億ドルであり、2015年度は1570事業に対して約6億1061万ドルの補助を行った。

## 活動
フォード財団はすべての人間には「内在的な尊厳」があると考えており、「貧困と不公正を減らし、民主主義の価値を増進させ、国際協調を推進し、人類の偉業を進め」なければならないと考えている。そのためには社会運動が必要だが、社会運動は「個人のリーダーシップ、強い組織、革新的で時としてハイリスクなアイデア」が必要である。そのため財団は「個人への投資と組織作り、新しいアイデアの支援」を行ってきた。
2016年現在のフォード財団の目標は「不平等への挑戦」である。財団は不平等の原因は公正さ・寛大さ・包摂性などを侵害する「凝り固まった文化的な物語」、機会と結果の不平等を拡大する「経済的な規則」、政府の意思決定と資源に対する「政府への不平等なアクセス」、教育や天然資源のような「生存に欠かせない公共財に対する投資・保護の失敗」、女性・人種・民族・少数派カーストに対する「がんこな偏見と差別」にあると考えている。これに対抗するために財団は「市民的社会参画と政府」「想像性と表現の自由」「公平な開発」「性別・人種・民族的な公正」「包摂的な経済」「インターネットの自由」「青少年の機会と学習」という７つの任務を設定し、2016年8月現在は181事業に対して約9999万ドルの補助を行っている。このうち最も補助金が多いのは「公平な開発」（37事業・約1801万ドル）であり、オレゴン州ポートランドのNational Community Land Trust Network（共同体土地信託）に対して約217万ドルを提供している。2番目に補助金が多いのは「包摂的な経済」（23事業・約1043万ドル）であり、ウィスコンシン州ミルウォーキーのFamily Values at Work: A Multi-State Consortium, Inc（有給病気休業や病気離職者に対する支援）に約225万ドルを提供している。三番目に補助金が多いのは、「性別・人種・民族的な公正」（24事業・約864万ドル）であり、カリフォルニア州のForward Together（性と生殖に関する健康と権利の支援）に約80万ドルを提供している。
なお2015年度は1570事業に対して約6億1061万ドル、2014年度は1636事業に対して6億4756万ドルの補助を行った。

## 貢献地域
フォード財団はアメリカ合衆国の他に中南米（アンデス地域、メキシコと中央アメリカ、ブラジル）、アジア（中華人民共和国、インド・ネパール・スリランカ、インドネシア）、アフリカ（中東と北アフリカ、南アフリカ、東アフリカ、西アフリカ）で活動している。
| 年度           | 団体                               | 金額       | 説明                       |
| -------------- | ---------------------------------- | ---------- | -------------------------- |
| 2006           | 日本国際交流センター               | 60万ドル   |                            |
| 2006 2007 2015 | ジャパン・ソサエティー             | 約13万ドル | 合計。日米の相互理解の支援 |
| 2008           | 国際経済研究所                     | 10万ドル   | 日本の金融統治の状況       |
| 2009           | 全米日系人博物館                   | 20万ドル   | 改築                       |
| 2009           | ハートマウンテン・ワイオミング財団 | 25万ドル   |                            |